# Batalla de Emporion
La batalla de Emporion fue una de las batallas de la revuelta de 197 a. C. de los pueblos íberos contra la dominación romana en el siglo II a. C.

## Antecedentes

Fases de la conquista de Hispania.

La victoria de la república de Roma sobre Cartago en la segunda guerra púnica dejó Hispania en manos romanas. La transformación del territorio en provincia provocó importantes cambios administrativos y fiscales, y la imposición del stipendium no fue aceptada por las tribus locales que todavía gozaban de una cierta estructura política y capacidad de reacción, de modo que en el 197 a. C., recién terminada la segunda guerra macedónica, estalló una gran revuelta en toda el área conquistada en Hispania a causa del expolio republicano.
Numerosos jefes locales se rebelaron en la Hispania Ulterior y la república envió a Cayo Sempronio Tuditano a la Hispania Citerior y Marco Helvio Blasión a la Hispania Ulterior. Cayo Sempronio Tuditano murió por heridas de combate en la Citerior antes de terminar el año 197 a. C., pero Quinto Minucio Termo derrotó en el 196 a. C. a los insurrectos en la batalla de Turda. Quinto Fabio Buteón y Marco Helvio Blasión derrotaron a los celtíberos en la batalla de Iliturgi. El senado romano declaró la Citerior como provincia consular y el cónsul Marco Porcio Catón el viejo se dirigió desde el puerto de Luna, bordeando el golfo de León con Publio Manlio como ayudante, dejando la Ulterior a Apio Claudio Nerón con tropas más reducidas.
Marco Porcio Catón el viejo, que contaba con dos legiones, ocho mil infantes, quince mil aliados y 800 jinetes por el ejército consular y dos mil infantes y doscientos jinetes por cada uno de los pretores, haciendo un total de cincuenta mil hombres entre los tres ejércitos. desembarcó en Rhode sofocando la resistencia de la guarnición hispana situada en el Puig Rom o acrópolis de Rhode.
El ejército romano desembarcó en Emporion, y Catón el Viejo hizo retornar las naves a Massalia con los mercaderes para forzar a su ejército a la lucha.

Bellum se ipsum alet
Marco Porcio Catón el viejo

Catón inicia en Emporion, una casi isla rodeada de marismas, donde coexistían la ciudad griega y la ciudad íbera separadas por una muralla, un duro entrenamiento entre las tropas, encontrándose con sus aliados ilergetes, que en nombre de su rey Bilistages le piden protección.
Cuando Catón consideró que las tropas estaban preparadas para enfrentarse a los indígenas en campo abierto, las tropas se dirigieron a castra hiberna, un segundo campamento situado a 3000 pasos de la ciudad en tierra firme, en territorio controlado por el enemigo, desde donde fustiga por las noches a los sublevados quemando sus campos y robando las cosechas y el ganado, desmoralizando a los enemigos, entrenando sus tropas en combate y ayudando a los aliados ilergetes.

## La batalla

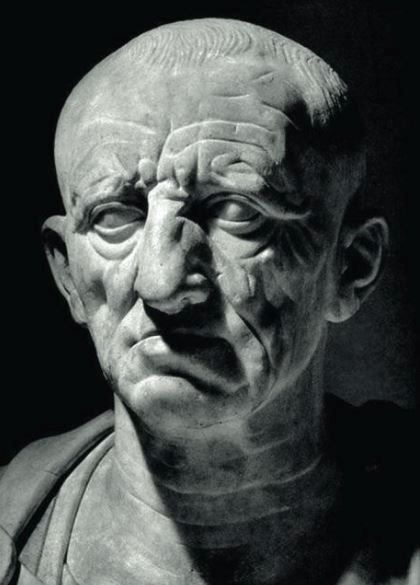
Marco Porcio Catón, el Viejo.

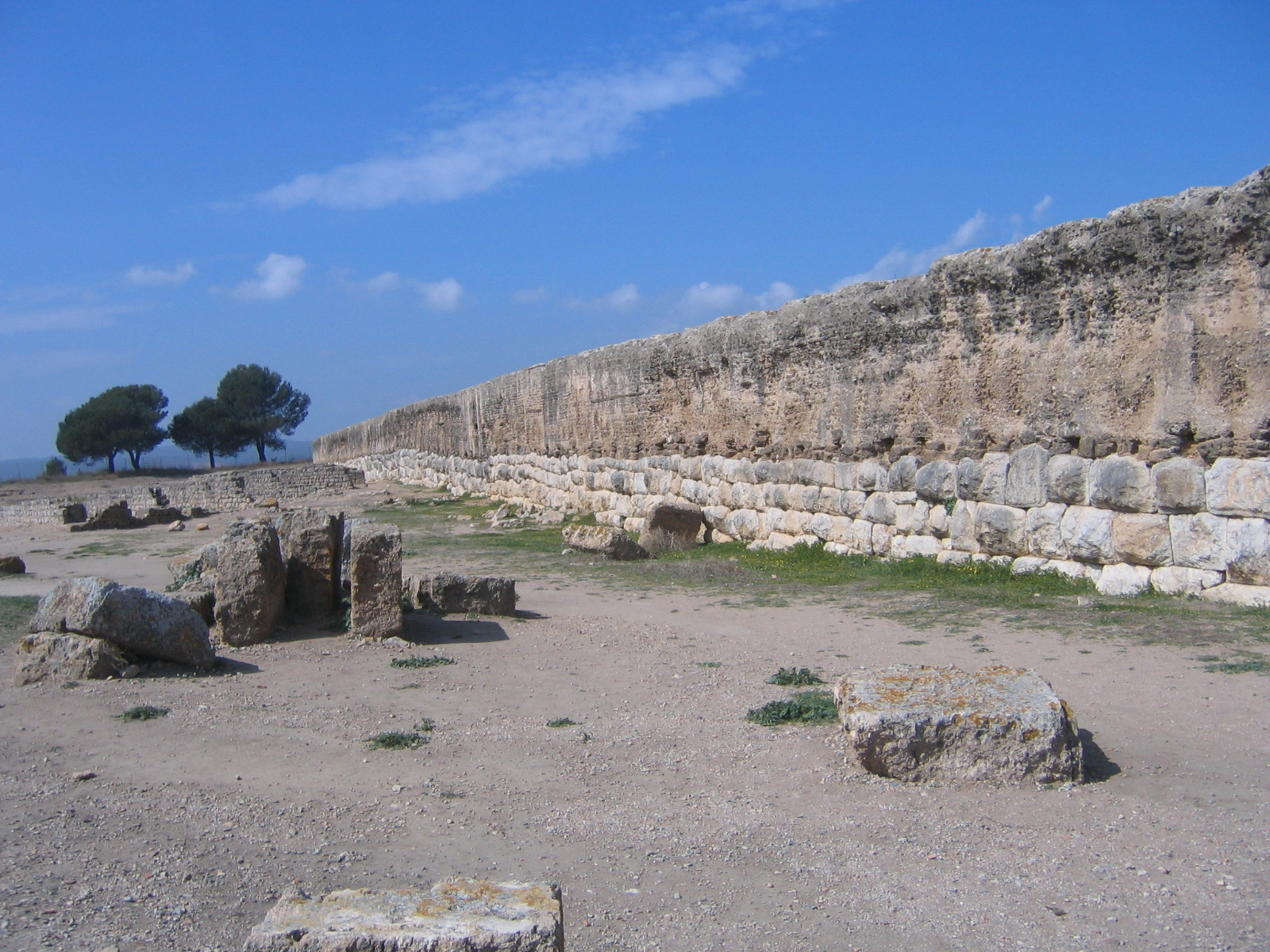
Muralla romana de Emporion.

El ejército sublevado que sitiaba Emporion, de unos 40 000 hombres, se disolvió parcialmente en la temporada de la siega, momento aprovechado por Marco Porcio Catón para atacar el campamento, encontrándose los ejércitos a nueve o diez millas.
Durante la noche, Catón tomó la posición más ventajosa, manteniendo una legión de reserva, y situando la caballería en los extremos de la línea y la infantería en el centro. A primera hora envió tres cohortes, que una vez que llegaron a la valla del campamento íbero simularon retirarse, de manera que los íberos los persiguieron de forma desordenada, momento en que la caballería romana apareció por su flanco derecho; sin embargo la derecha fue superada y se retiró, y una parte de la infantería también, de manera que Catón tuvo que enviar dos cohortes de socorro para rodear a los atacantes por la derecha. Estando igualada la batalla, por la noche, Catón atacó en cuña con tres cohortes, consiguiendo la desbandada de los íberos.
Catón ordenó formar al ejército y atacó de noche el campamento enemigo. La legión de refresco llegó, y sus asteros y príncipes se concentraron en una de las puertas del campamento, hasta que lograron entrar; aprovechando la confusión, el resto de la legión acabó con los defensores.

## Consecuencias
Marco Porcio Catón el viejo consiguió en pocos días la pacificación de toda la franja costera, dirigiéndose hacia Tarraco, y de allí a  Turdetania en apoyo de Publio Manlio, y al volver de la expedición se le sometieron lacetanos, suessetanos y ausetanos. Atacó a los lacetanos, sitiando su capital amurallada, y a los bergistanos, que todavía resistían en su ciudad de Bergium. Los romanos ordenaron que los íberos hundieran las murallas bajo pena de ser reducidos a la esclavitud, y lo hicieron los oppida de los alrededores del Ebro. Los poblados del interior de lo que ahora es Cataluña desaparecieron definitivamente.

### Citas
1. 1 2 3 4  Martínez Gázquez, José (1992). La campaña de Catón en Hispania (2ª edición). Publicacions i Edicions UB. ISBN 9788478759804. Consultado el 7 de marzo de 2014.
2. 1 2 3 4 5  Apiano. «39-41». Ibèria.
3. ↑  Arrayás Morales, Isaías (2005). Morfología histórica del territorio de Tarraco (ss. III-I a.C.) (1ª edición). Publicacions i Edicions UB. p. 40. ISBN 8447530078.
4. ↑  Hernàndez Cardona, Francesc Xavier (2001).  Rafael Dalmau Editor, ed. Història militar de Catalunya, vol. I, dels íbers als carolingis (en catalán) (1ª edición). p. 134. ISBN 84-232-0639-4.
5. 1 2  Nolla, Josep M. «la campanya de m. p. cató a empúries el 195 a.c. Algunes consideracions». Revista Girona.
6. 1 2 3  Brennan, Corey Loog (2000). The praetorship in the Roman Republic Vol.I (en inglés) (1ª edición). Oxford University Press. p. 166. ISBN 0-19-511459-0.
7. ↑  Maluquer de Motes i Nicolau, Joan. La ciutat grega mes antiga de Catalunya (en catalán).
8. ↑  Tito Livio, Ab Vrbe Condita, libro XXXIV, 11 y 12
9. ↑  A. Moure Romanillo y otros: Manual de Historia de España, "1. Prehistoria. Hª Antigua", pág. 575, Historia 16, 1991, ISBN 84-7679-193-3.
10. ↑  Tito Livio, Ab Vrbe Condita, libro XXXIV, 9
11. ↑  Tito Livio, Ab Vrbe Condita, libro XXXIV, 14, 4-5.
12. ↑  Tito Livio, Ab Vrbe Condita, libro XXXIV, 14, 6.
13. ↑  Tito Livio, Ab Vrbe Condita, libro XXXIV, 15, 1-2.
14. ↑  Tito Livio, Ab Vrbe Condita, libro XXXIV, 15, 6-9.
15. 1 2  Rovira i Virgili, Antoni (1920). Història Nacional de Catalunya, volum I (en catalán). Edicions Pàtria. p. 55.
16. ↑  Ramon i Arrufat, Antoni. Història, vol. IX: llibres XVIII-XXI Per Polibi (en catalán).